# Penawangan (Penawangan)
Penawangan is een bestuurslaag in het regentschap Grobogan van de provincie Midden-Java, Indonesië. Penawangan telt 2702 inwoners (volkstelling 2010).